# Суббота Акафиста
Суббо́та Ака́фиста (Похвала́ Пресвято́й Богоро́дицы) — название праздника и чинопоследования Православной церкви, совершаемого в субботу пятой седмицы Великого поста.
Празднование установлено в IX веке за неоднократное избавление Константинополя от нашествия врагов (авары в 626, персы — в 677, арабы — в 717 годах), совершённое благодаря заступничеству Богородицы.
Со спасением Константинополя в 626 году от нашествия персов и варваров, в том числе и от скифов (под которыми могли подразумеваться и славяне), связано и происхождение кондака «Взбранной Воеводе», который изначально являлся частью самого первого акафиста, написанного в честь Богородицы. Этот акафист был впервые прочтён ночью во Влахернском храме после чудесного избавления города от неприятельского флота, осаждавшего город в 860 году, который, по преданию, был уничтожен бурей, поднявшейся после того как в море опустили Ризу Пресвятой Богородицы.
Изначально празднование совершалось только в Константинополе во Влахернском храме, где хранились чудотворная Влахернская икона Божией Матери, и предметы, связанные с её земной жизнью — риза и пояс. Позднее праздник был внесён в Студийский устав, а потом и в церковные богослужебные книги, став общим для Восточной церкви. Канон к этому празднику был написан в IX веке Иосифом Студитом.

## Иконография
Главной темой иконы Похвалы Богородицы является прославление Девы Марии, ставшей, согласно ветхозаветным пророчествам, матерью воплотившегося Бога. В основу иконографии положены слова песни канона пророкам, составленного в VIII веке патриархом Константинопольским Германом: «Свыше пророцы тя предвозвестиша, Отроковице: стамну, жезл, скрижаль, кивот, свещник, трапезу, гору несекомую, златую кадильницу и скинию, дверь непроходимую, палату, и лествицу, и престол Царев». На основе этой песни на иконах изображают следующих ветхозаветных пророков, держащих в руках определённые предметы: Иакова с лестницей, Моисея с Неопалимой Купиной, Валаама со звездой, Гедеона с руном, Иезекииля с вратами, Иеремию со скрижалью, Исаию с клещами и углём, Иессея и Аарона с процветшими жезлами, Давида и Соломона с макетами Иерусалимского Храма, Даниила и Аввакума с горами.
Древнейшей иконой Похвалы Богоматери в России является икона «Похвала Богоматери с акафистом» из московского Успенского собора, созданная греческим мастером во второй половине XIV века.